# NGC 3243
NGC 3243 is een lensvormig sterrenstelsel in het sterrenbeeld Sextant. Het hemelobject werd op 2 april 1886 ontdekt door de Amerikaans astronoom Lewis A. Swift.

## Synoniemen
- UGC 5652
- MCG 0-27-12
- ZWG 9,33
- PGC 30655